# 湘君

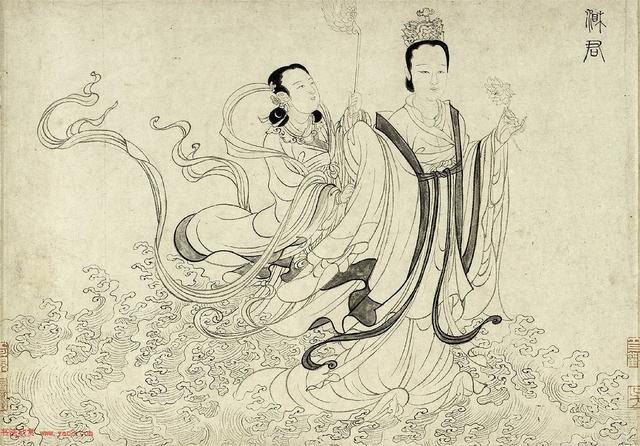
湘君（張渥九歌図）

湘君（しょうくん）は、中国楚地の水神で、『楚辞』九歌の祭神の一柱。湘江の主神として湘夫人と対を成す存在であり、古代楚文化における河川崇拝と貴族祭祀が融合した神格である。その解釈をめぐっては歴史的に「舜帝説」「湘水男神説」「河伯混同説」など諸説が存在する。

## 典拠文献
- 『楚辞』九歌「湘君」篇：「君不行兮夷猶」で始まる祭祀詩。巫が神を迎える形で湘君の渡航情景を描写[1]
- 後漢王逸『楚辞章句』：湘君を「湘水之神」と注釈[2]
- 宋代洪興祖『楚辞補注』：湘君を舜帝、湘夫人を娥皇女英とする説を整理[3]

## 神格特性
- 司掌領域：湘江水運・漁業豊穣・渡航安全
- 表象物：桂舟（桂の木の船）、龍飾りの旗（「駕飛龍兮北征」）
- 祭祀方法：玉璫を捧げる水中祭祀（「捐余玦兮江中」）
- 地理的関連：洞庭湖周辺の祭祀遺跡（屈子祠等）

## 解釈史

### 古代 - 中世
- 前漢司馬遷『史記』秦始皇本紀：始皇が湘山祠で湘君を祭祀した記録[4]
- 唐代司馬貞『史記索隠』：湘君を舜の妃とする異説提示
- 宋代朱熹『楚辞集注』：湘君を湘水男神、湘夫人を女神と明確区分[5]

### 近現代研究
- 郭沫若『屈原研究』（1935）：湘君を沅湘流域の部族長の神格化と解釈
- 青木正児『九歌の研究』（1943）：水神信仰と巫覡文化の融合を指摘
- 藤野岩友『巫系文学論』（1951）：祭祀詩としての構造分析

## 文化的影響
- 絵画：文徴明『湘君湘夫人図』（1517年）など多数の書画題材
- 詩歌：李白「遠別離」で帝舜伝説と結び付けられる
- 現代：湖南省岳陽市の湘君文化祭（2006年 - ）